# Энергетика Татарстана
Энергетика Татарстана — сектор экономики региона, обеспечивающий производство, транспортировку и сбыт электрической и тепловой энергии. По состоянию на 2021 год, на территории Татарстана эксплуатировались девять электростанций общей мощностью 8109 МВт, в том числе две гидроэлектростанции и восемь тепловых электростанций. В 2020 году они произвели 23 776 млн кВт·ч электроэнергии.

## История
Первые эксперименты в Казани в области электрического освещения провёл профессор Александр Савельев ещё в 1853 году. Начало же практического применения электроэнергии датировано 1887 годом, когда был введен в работу электрический генератор на Казанском пороховом заводе. Первая электростанция общего пользования начала работу в 1895 году, вырабатывавшая постоянный ток напряжением 175 В. Изначально на электростанции были установлены два генератора мощностью 60 л. с., впоследствии станция (после революции получившая название «Красная заря») неоднократно расширялась. В 1897 году с помощью этой электростанции в Казани было организовано уличное электрическое освещение. В 1899 году была открыта ещё одна электростанция, обеспечившая энергоснабжение казанского трамвая. Постепенно электричество появлялось и в других городах региона — Елабуге (в 1902 году), Чистополе (в 1911 году), Мамадыше (в 1916 году), Буинске (в 1917 году), Набережных Челнах. Свои электростанции имели некоторые промышленные предприятия — мыловаренный и кожевенный заводы, текстильная мануфактура и др..
В 1914 году в Казани было начато строительство ещё одной электростанции, но с началом Первой мировой войны оно было приостановлено и возобновлено только в 1923 году. Её первый турбоагрегат мощностью 1000 кВт был пущен в 1925 году (в дальнейшем мощность электростанции была доведена до 5250 кВт), станция получила название «Имени III годовщины Татреспублики». Ввод новых мощностей позволил в следующем году вывести из эксплуатации электростанцию «Красная заря» и перевести электрические сети Казани с постоянного на переменный ток. В 1930 году в соответствии с планом ГОЭЛРО было начато строительство Казанской ГРЭС (ныне Казанская ТЭЦ-1). Электрические сети Казани на тот момент включали в себя 16 км воздушных линий электропередачи напряжением 6 кВ и 60 трансформаторных пунктов.
В 1931 году энергетическое хозяйство региона было объединено в составе районного управления государственных электрических станций ТАССР «Татэнерго». В 1933 году была введена в эксплуатацию Казанская ТЭЦ-1 в составе двух турбоагрегатов мощностью по 10 МВт и пяти котлоагрегатов. Одновременно была включена в работу первая линия электропередачи напряжением 35 кВ. В 1938 году был пущен первый турбоагрегат мощностью 25 МВт на Казанской ТЭЦ-2 (изначально строившейся для энергоснабжения нового авиационного завода). Одновременно велись работы по электрификации других городов Татарстана, а также сельской местности, путём строительства небольших тепловых электростанций и малых ГЭС. В 1942 году был пущен второй турбоагрегат мощностью 25 МВт на Казанской ТЭЦ-2. В 1944 году были пущены первые турбоагрегаты Уруссинской ГРЭС, создававшихся для энергоснабжения нефтяных промыслов.
В 1950-х годах интенсивно расширялись Казанские ТЭЦ и Уруссинская ГРЭС. Началось подключение к централизованному энергоснабжению сельской местности, с одновременным выводом из эксплуатации небольших местных электростанций. В 1955 году была установлена связь с энергосистемой Башкирии по двум линиям электропередачи напряжением 110 кВ. В 1958 году после ввода в работу линии электропередачи напряжением 400 кВ (позднее — 500 кВ) от Куйбышевской (Жигулёвской) ГЭС Уруссинский энергоузел Татарстана вошёл в состав формирующейся единой энергосистемы страны.
В 1963 году были пущены первые два энергоблока крупнейшей электростанции региона — Заинской ГРЭС, последний, 12-й энергоблок заработал в 1973 году. В том же году к единой энергосистеме страны был подключён Казанский энергоузел. В 1967 году была пущена Нижнекамская ТЭЦ-1, в 1968 году — Казанская ТЭЦ-3, в 1973 году — ТЭЦ КамАЗа (ныне Набережночелнинская ТЭЦ). В 1964 году было начато сооружение Нижнекамской ГЭС, строительство которой затянулось и её первый гидроагрегат был пущен только в 1979 году. Также в 1979 году начала работу Нижнекамская ТЭЦ-2.
В 1982 году было начато строительство Татарской АЭС, но в связи с усложнившейся экономической ситуацией в стране в 1990 году сооружение станции было остановлено. В 1989 году был дан старт строительству Елабужской ТЭЦ, введенной в эксплуатацию в 1998 году в качестве котельной. В 2014 году вводятся в работу парогазовые энергоблоки на Казанской ТЭЦ-1, в 2018 году — на Казанской ТЭЦ-2. В 2017 году была выведена из эксплуатации Уруссинская ГРЭС. В 2020 году начато строительство парогазового энергоблока мощностью 858 МВт на Заинской ГРЭС, его ввод в эксплуатацию намечен на 2024 год. Также ведется строительство двух парогазовых электростанций, обеспечивающих энергоснабжение промышленных предприятий: ПГУ-ТЭС ПАО «Нижнекамскнефтехим» мощностью 495 МВт (ввод запланирован на 2021 год) и ПГУ-ТЭС ПАО «Казаньоргсинтез» мощностью 250 МВт (ввод запланирован на 2023 год).

## Генерация электроэнергии
По состоянию на 2021 год, на территории Татарстана эксплуатировались девять электростанций общей мощностью 8109 МВт. В их числе две гидроэлектростанции — Нижнекамская ГЭС, Карабашская ГЭС и семь тепловых электростанций — Заинская ГРЭС, Казанские ТЭЦ-1, ТЭЦ-2 и ТЭЦ-3, Набережночелнинская ТЭЦ, Нижнекамские ТЭЦ-1 и ТЭЦ-2, ГТУ-75 «Нижнекамскнефтехим».

### Нижнекамская ГЭС
Расположена у г. Набережные Челны, на реке Каме. Гидроагрегаты станции введены в эксплуатацию в 1979—1987 годах. Установленная мощность станции — 1205 МВт, располагаемая мощность — 566 МВт, среднегодовая выработка электроэнергии — 1630 млн кВт·ч. В здании ГЭС установлены 16 гидроагрегатов, из них 15 мощностью по 78 МВт, и один — 35 МВт. Располагаемая мощность станции значительно ниже установленной по причине не заполнения Нижнекамского водохранилища до проектной отметки 68 м. Принадлежит АО «Татэнерго».

### Карабашская ГЭС
Расположена у п. Карабаш, на реке Зай. Обеспечивает энергоснабжение очистных сооружений. Введена в эксплуатацию в 1999 году. Установленная мощность станции — 300 кВт. Эксплуатируется ООО «УПТЖ для ППД» (дочернее общество ПАО «Татнефть»).

### Заинская ГРЭС
Расположена в г. Заинске, основной источник теплоснабжения города. Крупнейшая электростанция региона. Блочная паротурбинная конденсационная электростанция, в качестве топлива использует природный газ. Турбоагрегаты станции введены в эксплуатацию в 1963—1972 годах. Установленная электрическая мощность станции — 2204,9 МВт, тепловая мощность — 145 Гкал/час. Оборудование станции скомпоновано в одиннадцать энергоблоков, 10 мощностью по 200 МВт и один — 204,9 МВт, каждый из которых включает в себя турбоагрегат и котлоагрегат. Принадлежит АО «Татэнерго».

### Казанская ТЭЦ-1
Расположена в г. Казани, один из источников теплоснабжения города. Теплоэлектроцентраль смешанной конструкции, включает паротурбинную часть, газотурбинную часть и два парогазовых энергоблока, в качестве топлива использует природный газ. Эксплуатируемые в настоящее время турбоагрегаты станции введены в эксплуатацию в 1975—2018 годах, при этом сама станция работает с 1933 года, являясь старейшей ныне действующей электростанцией региона. Установленная электрическая мощность станции — 385 МВт, тепловая мощность — 542 Гкал/час. Оборудование паротурбинной части станции включает в себя три турбоагрегата, мощностью 20 МВт, 35,5 МВт и 43,5 МВт, а также три котлоагрегата и два водогрейных котла. Газотурбинная часть включает в себя две газотурбинные установки мощностью по 20 МВт с котлами-утилизаторами. Каждый из двух парогазовых энергоблоков включает в себя газотурбинную установку мощностью 77 МВт, котёл-утилизатор и паротурбинный турбоагрегат мощностью 46 МВт. Принадлежит АО «Татэнерго».

### Казанская ТЭЦ-2
Расположена в г. Казани, один из источников теплоснабжения города. Теплоэлектроцентраль смешанной конструкции, включает паротурбинную часть и два парогазовых энергоблока, в качестве топлива использует природный газ. Эксплуатируемые в настоящее время турбоагрегаты станции введены в эксплуатацию в 1961—2014 годах, при этом сама станция работает с 1938 года. Установленная электрическая мощность станции — 385 МВт, тепловая мощность — 877 Гкал/час. Оборудование паротурбинной части станции включает в себя три турбоагрегата, два из которых мощностью по 50 МВт и один — 65 МВт, а также пять котлоагрегатов и два водогрейных котла. Каждый из двух парогазовых энергоблоков включает в себя газотурбинную установку мощностью 78 МВт, котёл-утилизатор и паротурбинный турбоагрегат мощностью 32 МВт. Принадлежит АО «Татэнерго».

### Казанская ТЭЦ-3
Расположена в г. Казани, один из источников теплоснабжения города. Теплоэлектроцентраль смешанной конструкции, включает паротурбинную часть и газотурбинный энергоблок, в качестве топлива использует природный газ. Турбоагрегаты станции введены в эксплуатацию в 1971—2017 годах. Установленная электрическая мощность станции — 789,6 МВт, тепловая мощность — 2390 Гкал/час. Оборудование паротурбинной части станции включает в себя шесть турбоагрегатов, из которых один мощностью 20 МВт, один — 24 МВт, два — по 50 МВт, один — 105 МВт и один — 135 МВт, а также семь котлоагрегатов и шесть водогрейных котлов. Газотурбинный энергоблок включает в себя газотурбинную установку мощностью 405,6 МВт и котёл-утилизатор. Принадлежит АО «ТГК-16».

### Набережночелнинская ТЭЦ
Расположена в г. Набережные Челны, основной источник теплоснабжения города. Паротурбинная теплоэлектроцентраль, в качестве топлива использует природный газ. Турбоагрегаты станции введены в эксплуатацию в 1973—1987 годах. Установленная электрическая мощность станции — 1180 МВт, тепловая мощность — 4092 Гкал/час. Оборудование станции включает в себя 11 турбоагрегатов, из них один мощностью по 50 МВт, два — по 60 МВт, два — по 105 МВт, четыре — по 110 МВт, один — 175 МВт и один — 185 МВт. Также имеется 14 котлоагрегатов и 14 водогрейных котлов. Принадлежит АО «Татэнерго».

### Нижнекамская ТЭЦ-1
Она же ТЭЦ ПТК-1. Расположена в г. Нижнекамске, обеспечивает энергоснабжение ряда промышленных предприятий, также является одним из источников теплоснабжения города. Паротурбинная теплоэлектроцентраль, в качестве топлива использует природный газ. Турбоагрегаты станции введены в эксплуатацию в 1967—1977 годах. Установленная электрическая мощность станции — 880 МВт, тепловая мощность — 3746 Гкал/час. Оборудование станции включает в себя 10 турбоагрегатов, из которых два мощностью по 60 МВт, два — по 70 МВт, три — по 100 МВт, два — по 105 МВт и один — 110 МВт. Также имеется 16 котлоагрегатов и пять водогрейных котлов. Принадлежит АО «ТГК-16».

### Нижнекамская ТЭЦ-2
Она же ТЭЦ ПТК-2. Расположена в г. Нижнекамске, обеспечивает энергоснабжение ряда промышленных предприятий, также является одним из источников теплоснабжения города. Паротурбинная теплоэлектроцентраль, в качестве топлива использует природный газ. Турбоагрегаты станции введены в эксплуатацию в 1979—2016 годах. Установленная электрическая мощность станции — 724 МВт, тепловая мощность — 1580 Гкал/час. Оборудование станции включает в себя семь турбоагрегатов, из которых один мощностью 40 МВт, два — по 97 МВт, два — по 110 МВт, два — по 135 МВт. Также имеется 9 котлоагрегатов и два водогрейных котла. Принадлежит ООО «Нижнекамская ТЭЦ» (дочернее общество ПАО «Татнефть»).

### ГТУ-75 «Нижнекамскнефтехим»
Расположена в г. Нижнекамске, обеспечивает энергоснабжение Нижнекамского нефтехимического завода (блок-станция). Газотурбинная теплоэлектроцентраль. Турбоагрегаты станции введены в эксплуатацию в 2007—2008 годах годах. Установленная электрическая мощность станции — 75 МВт, тепловая мощность — 132 Гкал/час. Оборудование станции включает в себя три газотурбинные установки мощностью по 25 МВт и три котла-утилизатора. Принадлежит ПАО «Нижнекамскнефтехим».

## Потребление электроэнергии
Потребление электроэнергии в Татарстане (с учётом потребления на собственные нужды электростанций и потерь в сетях) в 2020 году составило 5107,7 млн кВт·ч, максимум нагрузки — 4363 МВт. Таким образом, Татарстан является энергоизбыточным регионом. Функции гарантирующего поставщика электроэнергии выполняет АО «Татэнергосбыт».

## Электросетевой комплекс
Энергосистема Татарстана входит в ЕЭС России, являясь частью Объединённой энергосистемы Средней Волги, находится в операционной зоне филиала АО «СО ЕЭС» — «Региональное диспетчерское управление энергосистемы Республики Татарстан» (РДУ Татарстана). Энергосистема региона связана с энергосистемами Чувашии по двум ВЛ 220 кВ и четырём ВЛ 110 кВ, Марий Эл по одной ВЛ 500 кВ, двум ВЛ 220 кВ и двум ВЛ 110 кВ, Кировской области по одной ВЛ 220 кВ и трём ВЛ 110 кВ, Удмуртии — по одной ВЛ 500 кВ, Башкортостана по одной ВЛ 500 кВ, двум ВЛ 220 кВ и четыре ВЛ 110 кВ, Оренбургской области по двум ВЛ 220 кВ, Самарской области по двум ВЛ 500 кВ и четырём ВЛ 110 кВ, Ульяновской области по двум ВЛ 110 кВ и одной ВЛ 35 кВ.
Большинство линий электропередачи региона эксплуатируются АО «Сетевая компания», на балансе которой находится 72 634 км линий электропередачи (по трассе), в том числе 10 599 км линий электропередачи напряжением 35-500 кВ. Также услуги по распределению электроэнергии в Татарстане оказывают 27 территориальных сетевых организаций.